# 네트워크기획기술사령부
네트워크기획기술사령부(Network Enterprise Technology Command (NETCOM))은 애리조나주 포트 후아추카에 본부를 두고있는 미국 육군 사이버사령부 예하 지휘통제 기능사령부이다. 표어는 "Voice of Army→육군의 목소리"

## 역사
1945년 2월, 제9423기술근무부대(TSU)로 지정된 펜타곤의 전쟁부 트래픽 운영과의 통신소가 창설되었다. 짦은 6개월 간의 제2차 세계 대전 동안의 활약으로 부대는 공훈부대표창을 수여받았고, 통합된 지휘통제을 위한 효율적인 통신근무를 위해 1947년 8월 23일, 부대는 통신대 통신감(Chief Signal Officer) 지휘하의 육군지휘관리통신네트워크(ACAN)로 재편성되었다. 얼마 안있어 육군지휘관리교신청(ACACA), 10년이 지난 뒤의 1957년에 육군교신청(Army Communications Agency)으로 개명되었다.

### 냉전
1962년 4월 1일, 미국 육군부는 범지구적 교신 네트워크의 기술, 시설, 운용 및 정비를 위해, 육군 교신청과 육군 통신기술청(U.S. Army Signal Engineering Agency)을 병합하여 전략교신사령부를 형성하였다. 이 단일화된 지휘통신조직의 초대 사령관으로 '리처드 마이어'(Richard Myer) 소장을 지명했다.
1967년, 워싱턴 D.C.를 떠나 애리조나주 포트 후아추카로 이사하였다.
1973년, 베트남 전쟁에서 완전히 발을 뺀 미국 육군은 재편성을 맞이하였다. 부대는 전략 명칭이 제거되어 교신사령부로 개편되었다.
1997년 9월, 통신부대의 관리통제권이 제9통신사령부로 넘겨졌다.

### 21세기
2002년 10월 1일에 두 사람부는 결합하여 네트워크기획기술사령부로 개편되었다.
2016년, 제335통신사령부가 미국 육군 예비군의 사이버방호전력으로 지정되어, 제76운용대응사령부의 사이버작전단, 예비군 사이버방호팀을 이전받고, 미국 육군 예비군사령부로 전속하였다.
2018년 11월 18일, 존 W. 배이커(John W. Baker) 소장의 뒤를 이어 마리아 B. 배렛(Maria B. Barrett) 소장이 네트워크기획기술사령부 사령관으로 취임하였다.

## 부대

### 현재

NETCOM 조직표 (2021년)

- 제7통신사령부 (전구) - 미국 본토, 조지아주 포트 아이젠아워
  -  제21통신여단 - 메릴랜드주 포트 데트릭
  -  제93통신여단 - 버지니아주 랭글리-유스티스 합동기지
  -  제106통신여단 - 텍사스주 샌안토니오 합동기지
- 제311통신사령부 (전구) (미국 태평양 육군 지원) - 하와이주 포트 샤프터
  -  제1통신여단 (주한 미군 지원) - 대한민국 평택시 캠프 험프리스
  -  제516통신여단 - 하와이 포트 샤프터
- 제2전구통신여단 (미국 유럽-아프리카 육군) 지원 - 독일 비스바덴 루시우스 D. 클레이 막사
- 제160통신여단 - 쿠웨이트 캠프 아리프잔
- 정보보안사령부 통신처 - 버지니아주 포트 벨보어

### 이전
- 유럽 전략교신사령부(STRATCOM-Europe); 1964년 7월 1일 ~ 1974년 6월 30일
- 태평양 전략교신사령부(STRATCOM-Pacific); 1964년 9월 1일 ~ 1989년 10월 1일
- 제1통신사령부 - 포트 라일리; 1967년 4월 25일 ~ 1969년 3월
- 제5통신사령부; 1974년 7월 1일 ~ 2017년 8월 4일
- 제6통신사령부; 1974년 7월 1일 ~ 1977년 11월 30일; 1990년 12월 4일 ~ 1992년 6월 1일

## 계보
- 1964년 3월 1일, Strategic Communications Command (STRATCOM)→전략교신사령부
- 1973년 10월 1일, Communications Command (USACC)→교신사령부
- 1984년 5월 1일, Information Systems Command (USAISC)→정보시스템사령부
- 1996년 9월 1일, Signal Command (USASC)→통신사령부
- 2002년 10월 1일, Network Enterprise Technology Command (NETCOM)→네트워크기획기술사령부

## 같이 보기
- 제9통신사령부
- MARS

## 참고
1. ↑  Ray S. Cline (2004년 10월 19일). “Glossary of Abbreviations” (영어). 워싱턴 D.C.: 미국 육군 역사관. 2019년 5월 14일에 확인함.
2. ↑  Rebecca Robbins Raines (1996). 《Getting the message through: A Branch History of the U.S. Army Signal Corps》 (PDF). Army historical series (영어). Government Printing Office. 262쪽. ISBN 9780160872815. 2019년 10월 26일에 원본 문서 (PDF)에서 보존된 문서. 2019년 5월 14일에 확인함.
3. ↑  Christopher H. Sterling (2008). 《Military Communications: From Ancient Times to the 21st Century》 (영어). ABC-CLIO. 506쪽. ISBN 9781851097326.
4. ↑  Enrique Tamez Vasquez (2018년 11월 15일). “NETCOM Holds Change of Command” (영어). United States Army Public Affair. 2019년 5월 14일에 확인함.

- “Brief History of the United States Army Network Enterprise Technology Command and the 9th Army Signal Command” (영어). Network Enterprise Technology Command Public Affair Office. 2018년 9월 9일에 원본 문서에서 보존된 문서. 2018년 8월 27일에 확인함.
- Rebecca Robbins Raines (2005년 3월 3일).  Jeffery J. Clarke, 편집. “Signal Corps” (PDF). Army Lineage Series (영어). 워싱턴 D.CF: 미국 육군 역사관. 2017년 8월 29일에 원본 문서 (PDF)에서 보존된 문서. 2018년 8월 30일에 확인함.